# Fusillade de Stureplan
 (avril 2025).
La fusillade de Stureplan est un fait divers meurtrier survenu dans la nuit du 4 décembre 1994 dans la capitale suédoise, Stockholm. Après s'être vus refuser l'entrée d'un établissement nocturne, trois jeunes hommes y retournent à l'heure de la fermeture, armés d'un fusil d'assaut. L'un d'eux ouvre le feu sur les vigiles et sur les clients, tuant quatre personnes et en blessant vingt autres.
Après une chasse à l'homme de trois jours dans Stockholm et sa banlieue, les trois hommes sont arrêtés le 7 décembre. L'auteur des coups de feu, Tommy Zethraeus, est condamné six mois plus tard à la prison à vie, tandis que ses acolytes sont condamnés à des peines de prison ferme.

## Altercation
En 1994, la Sturekompaniet de la place Stureplan est l'un des rares établissements nocturnes de Stockholm à avoir reçu l'autorisation d'ouvrir jusqu'à cinq heures du matin. Mais à partir de trois heures, lorsque les autres établissements ferment leurs portes, l'affluence est telle que seuls les clients réguliers sont autorisés à entrer,.
Lorsque le dimanche 4 décembre vers 3 h 30 du matin, trois amis : Tommy, Guillermo et Farshad se présentent à l'entrée de la boite de nuit, ils sont refoulés par les vigiles. S'ensuit une altercation durant laquelle Tommy et Guillermo en viennent aux mains avec deux des portiers. Des policiers interviennent et relèvent l'identité des deux causeurs de trouble. Les trois amis quittent ensuite les lieux.

## Fusillade
Immédiatement après l'altercation, Tommy se rend au domicile de l'un de ses beaux-frères, pour y récupérer un fusil d'assaut AG3 qu'il y a caché. Le petit-frère de Farshad, Fari, conduit ensuite les trois amis jusqu'à la place Engelbrektsplan. Fari reste au volant, tandis que son frère et ses deux amis descendent du véhicule. Tommy, Guillermo et Farshad se rendent tout d'abord à Humlegården, d'où ils observent la place Stureplan pendant un moment.
Vers cinq heures, les trois hommes se dirigent vers l'entrée de la Sturekompaniet, qui est en train de se vider. C'est Guillermo qui dissimule le fusil sous son manteau. Une fois positionné à 4-5 mètres devant la porte de l'établissement, Tommy s'empare du fusil et ouvre le feu en direction des portiers et de l'entrée. Trois personnes, un vigile et deux clientes, décèdent immédiatement, tandis que vingt-et-une personnes sont blessées. Une troisième jeune femme sourde, Daniella Josberg (sv), succombe à ses blessures deux jours plus tard,.

## Arrestation
La fusillade de Stureplan provoque stupeur et consternation en Suède. À peine six mois après la tuerie de Falun, le débat sur la violence est relancé dans les médias.
Les policiers se lancent à la recherche de Tommy et Guillermo, dont ils connaissent l'identité à la suite de leur bagarre avec les portiers, mais aussi sur les traces des deux frères, Farshad et Fari. Les domiciles des quatre hommes et ceux de leurs proches sont pris d'assaut, sans résultat. Le lundi 5 décembre, les enquêteurs décident de rendre publique l'identité des deux principaux suspects. Il s'agit de Tommy Zethraeus et Guillermo Márquez Jara, dont la presse publie les photos accompagnées de la longue liste de leurs précédents méfaits : tous deux sont des délinquants multirécidivistes. 
Les témoignages affluent, et après plusieurs fausses pistes, l'interpellation a lieu dans la soirée du 7 décembre. 

## Procès
Pendant toute la durée de l'instruction, l'identité du tireur reste incertaine. Tommy et Guillermo se rejettent la responsabilité, et les déclarations des différents témoins ne permettent pas de trancher. Ce n'est que quelques jours avant le début du procès que Tommy reconnait être l'auteur des coups de feu. Il devient dès lors le personnage central des audiences. Pour sa défense, il affirme ne pas avoir voulu tuer, mais seulement faire peur aux portiers. C'est pris de panique à l'idée que l'un des vigiles puisse sortir une arme qu'il a ouvert le feu. Ses avocats plaident en vain l'absence de préméditation.
Le 29 juin 1995, le tribunal de Stockholm condamne Tommy à la prison à vie pour assassinat. Guillermo et Farshad sont condamnés à dix ans de réclusion pour complicité d'assassinat, et Fari à deux ans et demi d'emprisonnement pour complicité d'homicide involontaire aggravé. Six autres personnes sont condamnées pour avoir aidé les quatre hommes dans leur fuite ou pour avoir dissimulé l'arme du crime. Revues en appel et par la cour suprême, les sentences sont confirmées pour Tommy et Fari tandis que Guillermo et Farshad écopent finalement de six ans ferme pour complicité d'homicide involontaire aggravé.